# Karim Guédé
Karim Abdul-Jabbar Guédé (* 7. Januar 1985 in Hamburg, Deutschland) ist ein ehemaliger deutscher Fußballspieler, der auch die slowakische und die togoische Staatsangehörigkeit besitzt. Er war flexibel einsetzbar, bevorzugt im defensiven Mittelfeld, und lief vierzehnmal für die Nationalmannschaft der Slowakei auf.
Seit seinem Karriereende ist er bei seinem Ex-Verein SC Freiburg als Scout tätig.

## Karriere

### Verein
Guédé, dessen Eltern aus Togo stammen und dessen Vater die französische Staatsangehörigkeit besitzt, wuchs in Hamburg auf. Er spielte fast sieben Jahre lang für seinen Jugendverein, den SC Hamm 02. Er wechselte dann in die Jugend des FC St. Pauli und im August 2002 zum SC Concordia. Beim SC Concordia gelang dem Defensivspezialisten 2003 der Sprung in die Oberligamannschaft. Nach konstant guten Leistungen verpflichtete der Hamburger SV im Februar 2005 den Togoer für die Regionalligamannschaft. Aufgrund seiner WM-Nominierung für Togo (siehe unten) wurden auch ausländische Klubs auf Guédé aufmerksam.
Zur Saison 2006/07 wechselte er zum FC Artmedia Bratislava in die Slowakei, nachdem der Hamburger SV seinen Vertrag nicht verlängert hatte. Dies war die erste Station, bei der er vorwiegend im Mittelfeld zum Einsatz kam; zuvor hatte er immer in der Innenverteidigung gespielt. Für Artmedia absolvierte der Hamburger mehrere Einsätze in der Liga und im UEFA-Pokal. Mit Artmedia gewann er 2007/08 das nationale Double aus Pokal und Meisterschaft. Im Januar 2010 wechselte Guédé zum Lokalrivalen ŠK Slovan Bratislava, bei dem er sofort Stammspieler wurde. Auch gewann er das Double 2010/11, nachdem er bereits im Jahr zuvor den slowakischen Pokal mit Slovan gewonnen hatte.
In der Winterpause 2011/12 verpflichtete der SC Freiburg Guédé. Die Ablösesumme soll etwa 300.000 Euro betragen haben. Am 24. März 2012 (27. Spieltag) erzielte er mit dem Führungstor beim 2:0-Sieg im Heimspiel gegen den 1. FC Kaiserslautern sein erstes Bundesligator. 2018 wurde sein Vertrag beim SC Freiburg nicht mehr verlängert und er schloss sich dem Zweitligisten SV Sandhausen an, für den er noch neunmal Liga und einmal im DFB-Pokal auflief.
Im Anschluss an die Saison beendete der Mittelfeldspieler seine aktive Karriere.

### Nationalmannschaft
2006 wurde Guédé in das Aufgebot Togos für die Weltmeisterschaft in Deutschland nominiert. Bis dahin hatte der Sohn togoischer Einwanderer in der abgelaufenen Saison noch keine Einsätze für die Profimannschaft des HSV absolviert, sondern 14 Mal für die Reserve des HSV gespielt. Guédé zog sich kurz vor der WM eine Rückenverletzung zu, hätte aber nach eigenen Aussagen spielen können. Trainer Otto Pfister strich ihn jedoch aus dem Kader und nominierte den bei Al Hilal in Saudi-Arabien unter Vertrag stehenden Franck Atsou nach.
Guédé erhielt im Juli 2011 die slowakische Staatsbürgerschaft. Dies wurde möglich, weil er seinen Wohnsitz fünf Jahre in der Slowakei hatte. Am 10. August 2011 gab er sein Debüt für die Slowakei im Freundschaftsspiel gegen Österreich.

## Nach der aktiven Karriere
Im Sommer 2019 fand Guédé nach dem Ende seiner Spielerkarriere eine Anstellung bei seinem ehemaligen Verein SC Freiburg. Er ist dort im Scouting-Bereich tätig und für die Schwerpunkte Frankreich und Afrika zuständig.

## Privates
Mit den Beatboxern Alberto und Aras hatte Guédé einige Auftritte als Tänzer. Aufgrund seines individuellen Tanzstiles belegte er den zweiten Platz der Newstyle Tanzmeisterschaften in Hamburg. Zudem spielt er Saxophon.

## Erfolge
- Fußballmeister der Slowakei: 2008, 2011
- Slowakischer Fußballpokalsieger: 2008, 2010, 2011
- Aufstieg in die Bundesliga: 2016 mit SC Freiburg